# 김희옥
김희옥(金熙玉, 1948년 8월 17일 ~ , 경북 청도)은 대한민국의 법조인이다. 본관은 서흥.
제48대 법무부 차관을 지내고, 2006년 9월 헌법재판소 재판관으로 임명되었다. 2011년부터 2015년까지 제17대 동국대학교 총장을 역임했다.

## 학력
- 1965년 ~ 1968년 : 경북고등학교 졸업
- 1968년 ~ 1972년 : 동국대학교 법과대학 법학과 학사
- 1972년 ~ 1974년 : 서울대학교 신문대학원 신문학과 문학석사
- 1974년 ~ 1976년 : 동국대학교 대학원 법학과 법학석사
- 1976년 ~ 1984년 : 동국대학교 대학원 법학과 법학박사

### 명예 박사 학위
- 인도 힌두스탄 대학교 명예 공학박사

## 경력
- 1976년 : 제18회 사법시험 합격(사법연수원 8기 수료)
- 1978년 : 부산지방검찰청 검사
- 1982년 : 서울지방검찰청 의정부지청 검사
- 1984년 : 대한민국 국회 법제사법위원회 검사
- 1989년 : 법무부 법무연수원 교수
- 1992년 : 대검찰청 검찰연구관
- 1993년 : 동국대학교 법학과 겸임교수
- 1995년 : 사법연수원 교수
- 1998년 : 서울지방검찰청 형사제1부장검사
- 2002년 : 대구고등검찰청 차장검사(검사장)
- 2003년 3월 ~ 2004년 6월 : 대전지방검찰청 검사장
- 2004년 8월 ~ 2005년 4월 : 사법연수원 부원장
- 2005년 4월 ~ 2005년 9월 : 제3대 서울동부지방검찰청 검사장
- 2005년 9월 ~ 2006년 8월 : 제48대 법무부 차관
- 2006년 9월 ~ 2010년 12월 : 헌법재판소 재판관
- 2011년 3월 1일 ~ 2015년 2월 28일 : 제17대 동국대학교 총장
- 2011년 6월 : 불교종립대학총장협의회 회장
- 2011년 9월 : 헌법재판소 자문위원회 위원
- 2013년 6월 : 한국대학교육협의회 대학윤리위원회 위원장
- 2014년 2월 ~ 2016년 2월 : 제14대 정부공직자윤리위원회 위원장
- 2015년 ~ : 법무법인(유한)해송(서울회) 고문 변호사
- 2016년 6월 2일 ~ 2016년 8월 9일 : 새누리당 혁신비상대책위원장
- 2021년 7월 ~ 2024년 6월 : 제10대 KBL프로농구연맹 총재
- 2021년 7월 ~ 2022년 1월 : 제7대 한국프로스포츠협회 회장

## 주요 판결 및 헌법소원 의견
- 헌법재판소 전원재판부는 'BBK 사건' 진상규명을 위한 '이명박 특검법' 헌법소원에 대해 참고인 동행명령제를 제외한 나머지 조항에 대해 합헌 결정을 내렸지만 김희옥 재판관과 이동흡 재판관 2명만 법 전체에 대해 위헌 의견을 냈다.[2]
- 2008년 미국산 쇠고기 수입반대 촛불집회와 관련된 야간 집회 금지의 헌법 소원에 대하여 "야간옥외집회 금지는 집회 및 시위의 보장과 공공의 안녕질서 유지의 조화라는 정당한 입법목적 하에 규정된 것"이라며 합헌 의견을 제시했다.[3]
- 2009년 9월, 헌법불합치로 결정된 야간옥외집회금지에 대해 합헌이라는 의견을 제시하였다.[4]